# Asychis lobata
Asychis lobata är en ringmaskart som beskrevs av Fauchald 1972. Asychis lobata ingår i släktet Asychis och familjen Maldanidae. Inga underarter finns listade i Catalogue of Life.